# Willemsparkweg
De Willemsparkweg is een straat in Amsterdam-Zuid.

## Geschiedenis en ligging
Tot diep in de 19e eeuw was de omgeving een veenweidegebied dat bestuurlijk viel onder de gemeente Nieuwer-Amstel. Voor die gemeente was het een uithoek, maar het vormde wel de grens met de gemeente Amsterdam, die steeds meer grond nodig had voor uitbreiding van de stad. Door de aanleg van het Vondelpark nam Amsterdam een voorschot op de toekomst. Door die aanleg was Nieuwer-Amstel min of meer gedwongen wegen er rondom te leggen, hetgeen leidde tot de aanleg van wat later de Koninginneweg zou worden. In 1881 kwam er een plan ter beschikking over de inrichting van het Willemspark aan de zuidwest-zijde van het Vondelpark. Dit uitbouwend richting Amsterdam kwam er de Parkweg. Die Parkweg kreeg haar eind aan de Houbrakenstraat (Van Baerlestraat). Amsterdam annexeerde vervolgens een strook langs die Houbrakenstraat en noemde dat Willemsparkweg; het is dan 11 december 1889. In 1892 richtte Nieuwer-Amstel nog snel de Alexander Boersstraat (vernoemd naar Alexander Boers, een burgemeester van die gemeente), maar op 1 mei 1896 annexeerde Amsterdam dit deel van Nieuwer-Amstel en ging toen vrijwel direct over tot hernoemen van de hele Parkweg tot Willemsparkweg (juni 1896). Het park kwam echter niet echt van de grond; op de terreinen verscheen het Emmaplein. Er kwam vervolgens een werkmaatschappij van de grond voor inrichting van het gebied. De weg is indirect vernoemd naar Willem I der Nederlanden. De weg zou uiteindelijk beginnen aan de Van Baerlestraat en aansluiten op  de Paulus Potterstraat bij het Amsterdamse Stedelijk Museum. Ze eindigt bij een knik in de weg en gaat verkeerstechnisch over in de Koninginneweg (Amsterdam nummerde vanaf de Boerenwetering, Nieuwer-Amstel vanuit hun centrum). Van bovenaf gezien ligt de Koningslaan in het verlengde van de Willemsparkweg.
Belangrijke zijstraten zijn de Jacob Obrechtstraat en de Cornelis Schuytstraat. De weg vormt al meer dan een eeuw een van de verbindingen tussen Amsterdam-Centrum en de Amstelveenseweg.

### Willem Spark
Op 3 januari 1942 verboden de Duitse autoriteiten in Nederland straatnamen die afgeleid waren van de toen levende leden van het Nederlandse koninklijk huis. Mede hierdoor kwam het apocriefe verhaal in de wereld dat Amsterdamse ambtenaren de gedwongen omdoping van de Willemsparkweg wisten te voorkomen door te beweren dat de weg niet vernoemd was naar een der Willems van het koninklijk huis, maar naar Willem Spark. Op 24 juni 1943 werd in kamp Sint-Michielsgestel een lezing gehouden over de fictieve Brits-Nederlandse componist Willem Spark, ter gelegenheid van diens zogenaamde 100e geboortedag.

## Gebouwen
De meeste gebouwen dateren uit de decennia vanaf 1885 toen hier druk gebouwd werd aan de westelijke uitbreiding van Amsterdam. Langs de straat staan monumentale herenhuizen, waarvan er slechts enkele daadwerkelijk tot gemeentelijk monument of rijksmonument zijn verklaard:
- Willemsparkweg 25-27 (gemeentelijk monument)
- Willemsparkweg 29-35 (gemeentelijk monument, bekend als Huis Galesloot)
- Willemsparkweg 101-103 (gemeentelijk monument)
- Willemsparkweg 217 (rijksmonument)

Een architect die zijn sporen hier heeft achtergelaten is Hendrik Jan Wigman, ook wel bekend als de eerste bouwer in deze buurt. 
De straat wordt afgesloten door de eerder genoemde knik. Daarbij staat een voormalige paardentramremise uit 1893, dat in 1996 de status rijksmonument kreeg. Ze kreeg echter het adres Emmastraat 2/Koninginneweg 29; het werd tot 1933 gebruikt voor opslag van bijwagens. Van 1992 tot 2015 was er een politiebureau gevestigd. Daarna bleef het in gebruik als bedrijfsgebouw.
Op Willemsparkweg 15, Amsterdam was vanaf 1925 tot 2006 de vioolbouwer Max Möller gevestigd.  
Voor Willemsparkweg 194 stond van mei 2002 tot september 2005 de autotuin, een rode Toyota Corolla met een tuintje erin.

## Kunst
In de openbare ruimte langs de weg is nauwelijks enige kunst te vinden. Blikvanger is daarbij In den bescherfden schuyt uit 2012 van Fabrice Hünd op een elektriciteitshuisje op de kruising met de Cornelis Schuystraat. 

## Openbaar vervoer
Sinds 1903 rijdt tramlijn 2 door de Willemsparkweg. De haltes bij de Jacob Obrechtstraat en bij de Cornelis Schuytstraat waren gelegen in een soort plantsoentjes die door de tram werden doorsneden. In de jaren vijftig zijn deze gewijzigd in gewone vluchtheuvels. In de 21e eeuw nodigde die rechte weg uit tot snelheidsovertredingen en onveiligheid. Daarop werden op de kruisingen tussen de tramrails groenbedden gelegd. Sindsdien is gemotoriseerd verkeer genoodzaakt om de halten aan de buitenzijden te passeren. In 2014 werd de halte Jacob Obrechtstraat evenals de Emmastraat opgeheven.

## Afbeeldingen

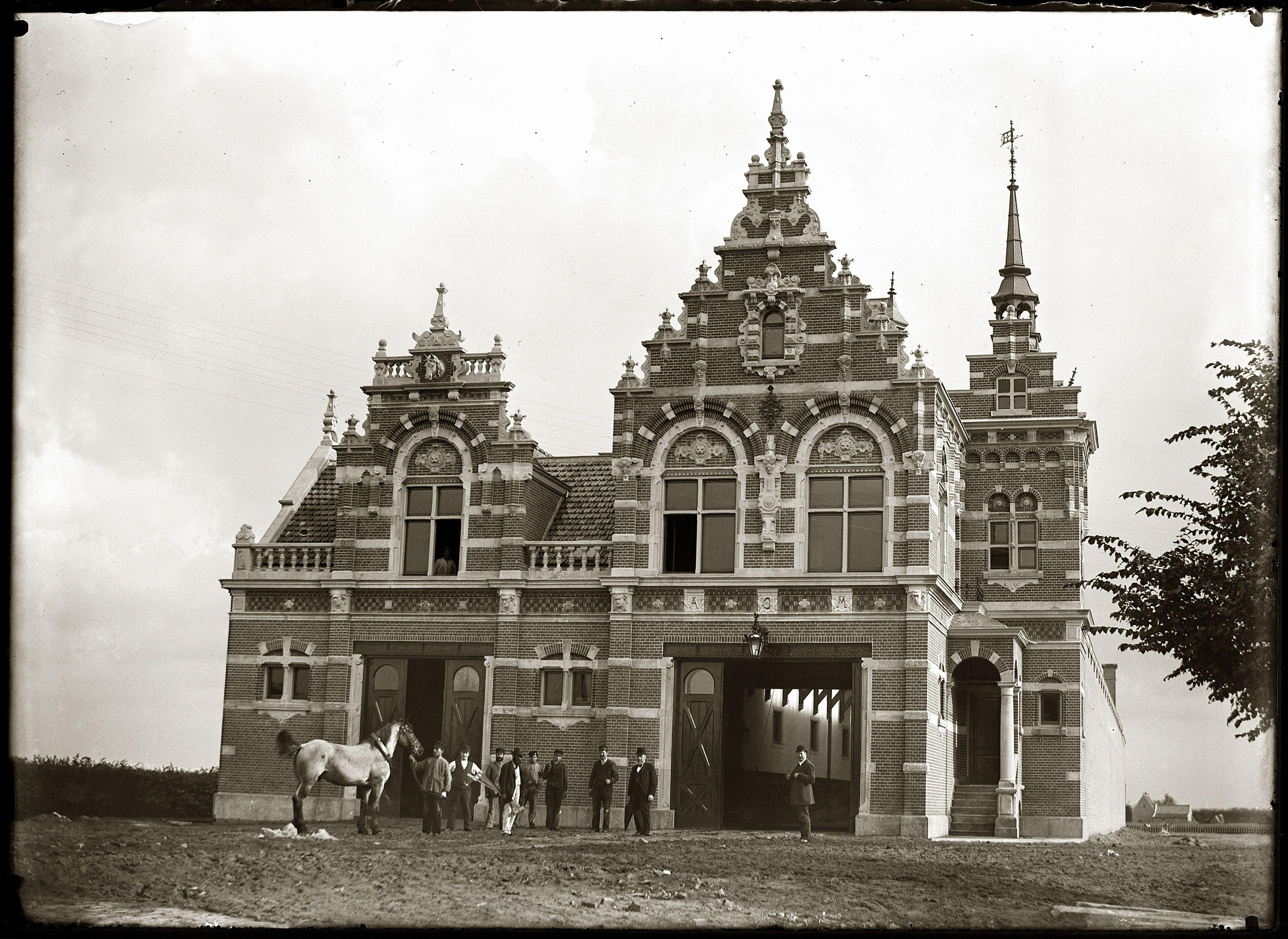
Tramremise AOM, naar ontwerp van A.L. en J.G. van Gendt staat nog in het niets (1893)
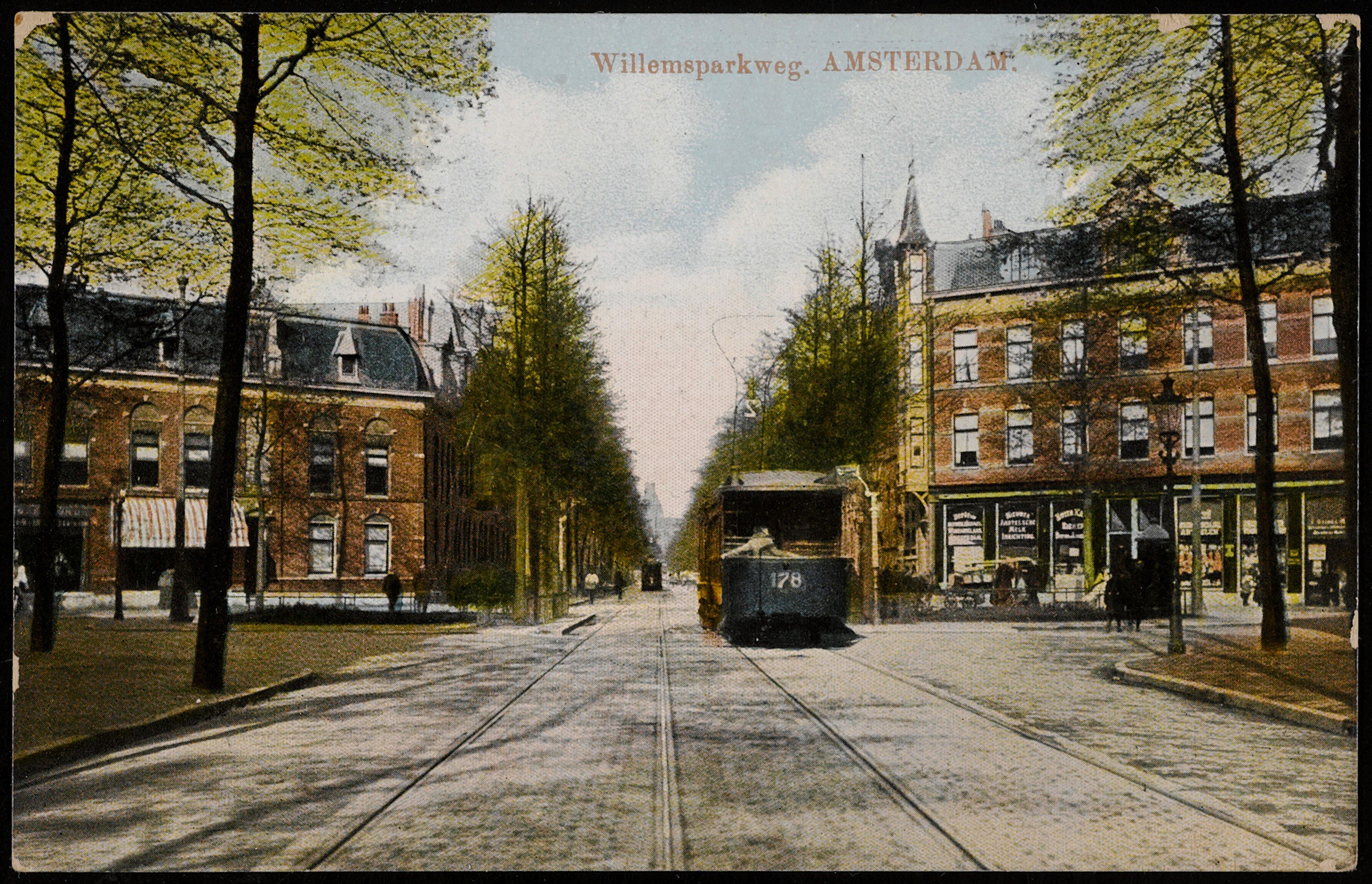
Tram 2 tussen plantsoentjes (1913)
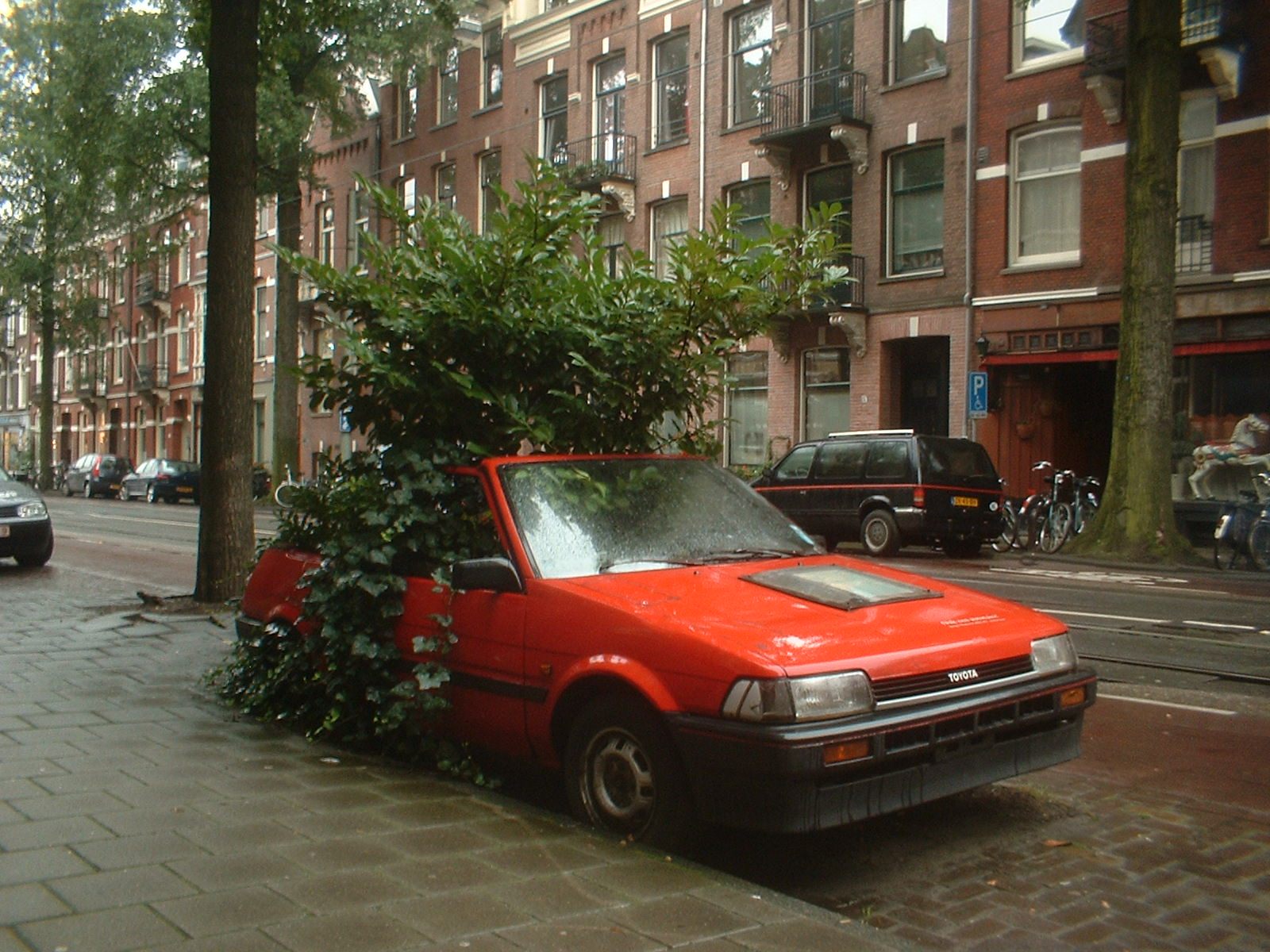
De Autotuin stond 2002-2005 op de Willemsparkweg
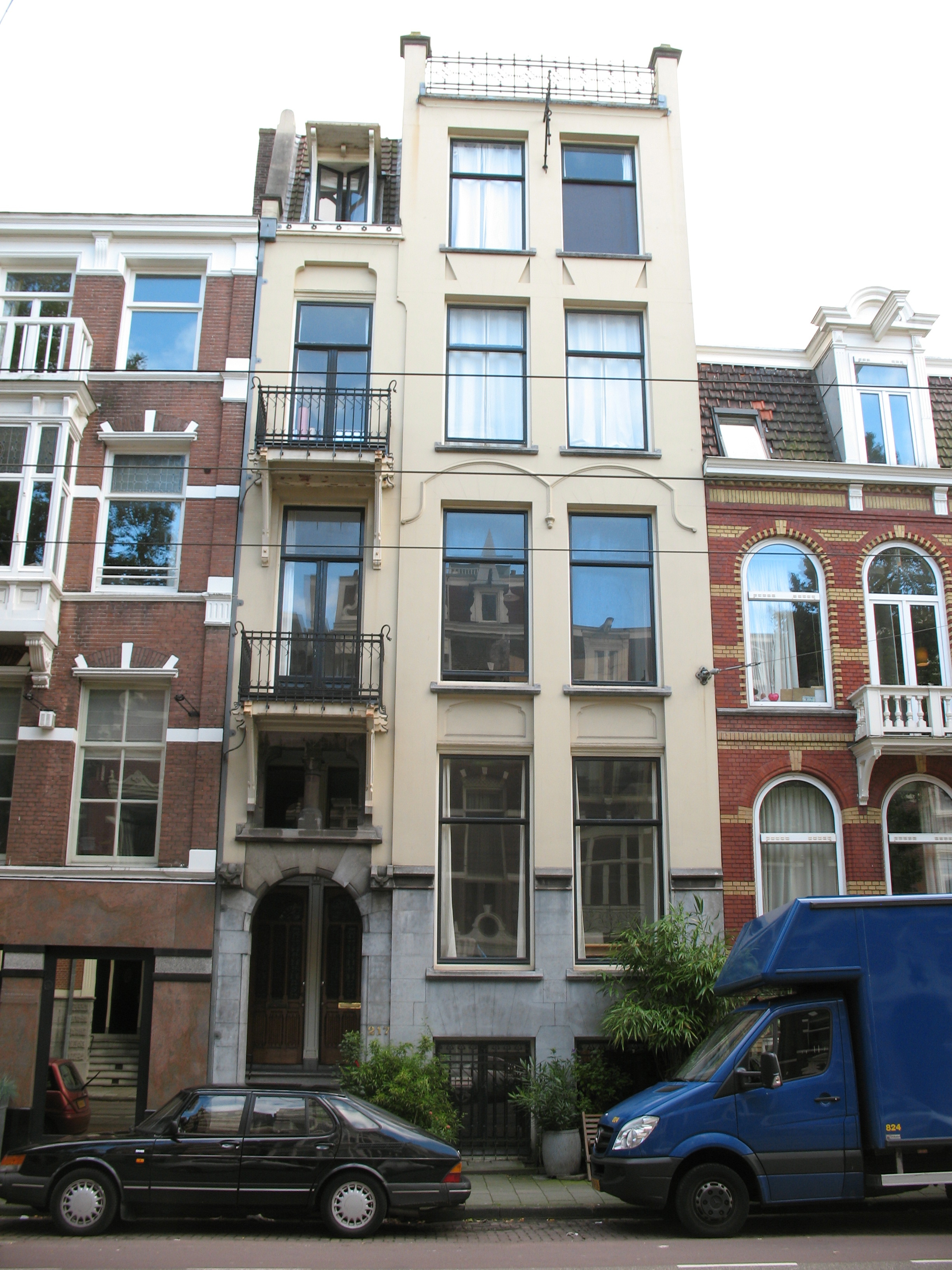
Willemsparkweg 217 naar ontwerp van Gerrit van Arkel (2012)